# بندرنکو (دهانه)
بندرنکو یک دهانه برخوردی در ماه است.